# San-Antonio (série)
Pour une liste des œuvres, voir Liste des romans San-Antonio.
Pour les articles homonymes, voir San Antonio (homonymie).
San-Antonio est une série de romans policiers rédigés par Frédéric Dard mais signés San-Antonio, du nom d'un commissaire de police, Antoine San-Antonio, censé narrer lui-même ses aventures. Elle comporte 175 volumes, publiés de 1949 à 2001.

## Singularité

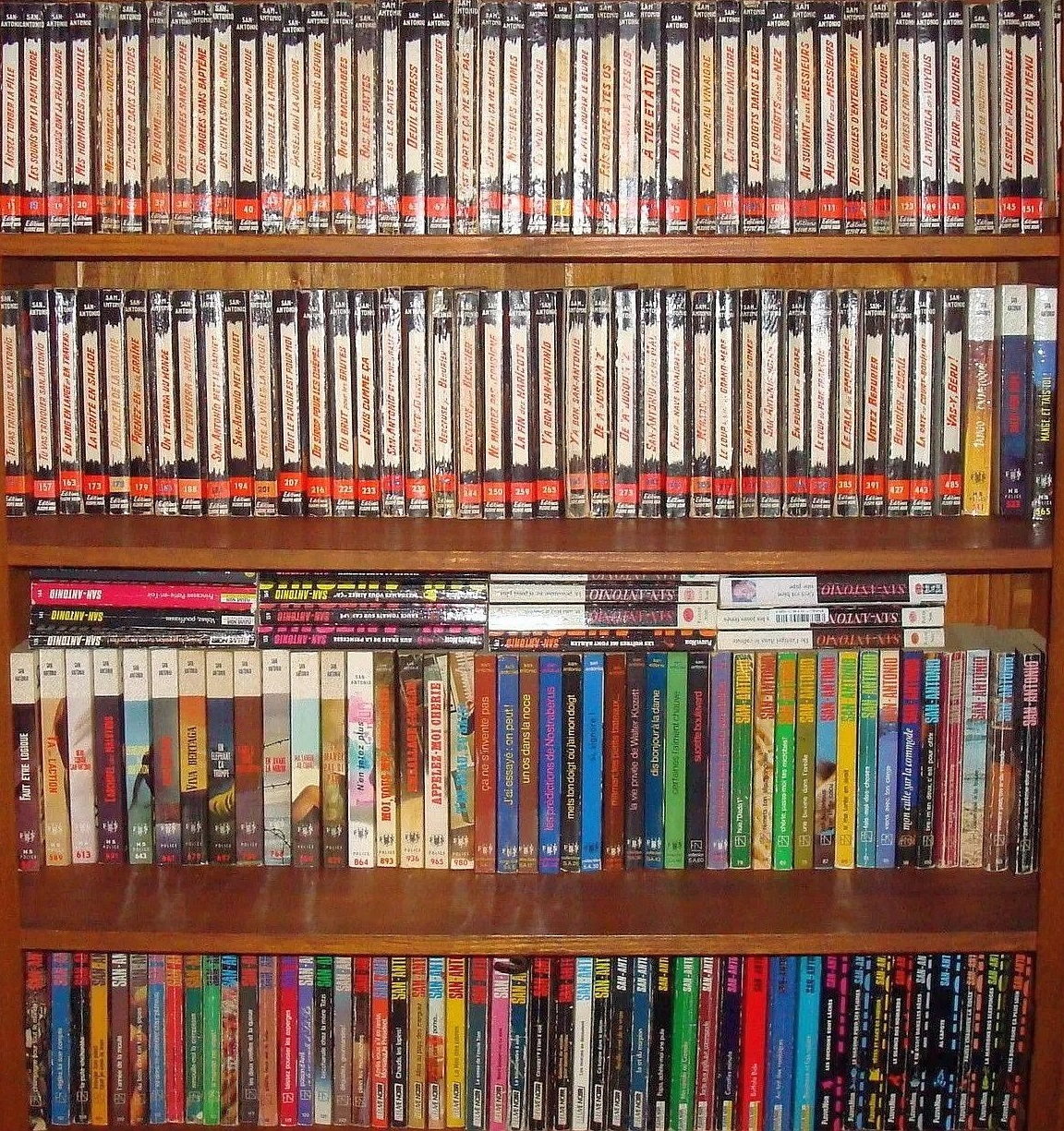
Collection San Antonio.

Dès les débuts, les San-Antonio se distinguent des autres polars et des autres romans de Frédéric Dard par la désinvolture du héros-narrateur, par l’emploi de l’argot et par le recours à l’humour, tous procédés qui atténuent ce que le roman noir peut avoir de sinistre et de rébarbatif aux yeux des non-initiés.
L’aspect fondamental de la série repose sur une langue colorée, truculente, incroyablement inventive. Néologismes, calembours, contrepèteries, catachrèses, tropes, distorsions, anglicismes altérés : les mots sont bien souvent créés. Frédéric Dard déclarera d'ailleurs à ce sujet : « J'ai fait ma carrière avec un vocabulaire de 300 mots. Tous les autres, je les ai inventés. » Sur les 11 534 212 mots écrits par Frédéric Dard, 10 000 seraient des mots nouveaux ; paradoxes, métaphores inattendues, langue précieuse et savante côtoient argot de pucier, régionalismes, aphorismes, synecdoques, réaménagements syntaxiques et verdeur de langage (Dard aime Rabelais). Telle est la clef première de la réussite de la série. Tel sera plus tard le sujet d’engouement d’universitaires qui se pencheront sur cet « élément de la modernité littéraire française ».
Apparaissent ensuite des personnages secondaires, hauts en couleur, desquels se détachent Pinaud et surtout Bérurier, « immonde masse de graisse », « quintessence de l’ignoble ». Sous leur impulsion, ces romans policiers structurés, à peine atypiques, évoluent peu à peu vers un deuxième degré plus prononcé, vers une parodie gouleyante qui finit par s’épanouir dans un festival de délires en tous genres, où un nombre incalculable de personnages secondaires aux noms de plus en plus improbables peuplent des pays de plus en plus imaginaires.
Dans une série où, au fil de cinq décennies, la plaisanterie gauloise et les outrances hilarantes ont fini par prendre le dessus, la tendresse et la profonde humanité de Frédéric Dard ont su rester présentes. Frédéric Dard admire Céline. La filiation s’établit non seulement par de vigoureuses exigences d’ouvrier de la langue, mais aussi par l’expression de « toute la détresse de l’homme ».

## Historique
En juillet 1948, Frédéric Dard publie un pastiche de Peter Cheyney — une nouvelle — dans la revue Comic Burlesc de l’éditeur lyonnais Jacquier. Ce qui donne à ce dernier l’idée de solliciter l’auteur pour l'écriture d'un roman noir. Jacquier aimerait en effet se lancer dans le genre.
Pour créer son héros, Frédéric Dard s’inspire d’un commissaire de la Croix-Rousse, Grégory Alexinsky, bon vivant et grand séducteur. Voulant donner à son personnage un nom à consonance anglo-saxonne, il ouvre un atlas à la page « États-Unis », ferme les yeux et pose son crayon sur la ville de San Antonio. Il y voit peut-être un signe : Antoine est son troisième prénom.
Réglez-lui son compte, le premier roman de la série, est écrit au printemps 1949. Il paraît en juillet chez Jacquier, sous la signature San Antonio (sans trait d’union), à 500 exemplaires. Le livre (qui comporte deux épisodes) ne connaît aucun succès, bien que l’aisance et la verve soient déjà présentes, notamment dans le deuxième épisode.
Jeune éditeur, Armand de Caro découvre ce roman chez le bouquiniste Pinaud. Il invite Frédéric Dard à le rejoindre aux éditions Fleuve Noir, qu’il vient de fonder avec Guy Krill. C’est là que paraît, le 5 décembre 1950, le deuxième San-Antonio : Laissez tomber la fille, no 11 de la collection « Spécial-Police ». La couverture est l’œuvre de Michel Gourdon, qui va rester pendant vingt ans le dessinateur attitré de la série. Pour donner un visage au commissaire, il s’inspirera sur certaines couvertures de l’acteur Gérard Barray.
Laissez tomber la fille est loin d’être un succès, et Frédéric Dard, qui a quantité de fers au feu, n'a pas l'intention de poursuivre les aventures de son commissaire. C'est Armand de Caro qui l'encourage à persévérer. Le flair de l'éditeur est d'autant plus étonnant qu'à titre personnel il n'aime pas du tout les San-Antonio.
De 1949 à 1952 les quatre premiers San-Antonio paraissent au rythme d’un volume par an, et les ventes sont très décevantes. L’auteur rechigne à consacrer du temps à cette série. Le 6 mai 1952, dans une lettre à un confrère, il se plaint d’être « tarabusté » par le Fleuve Noir pour produire du San-Antonio.
En 1952 l’éditeur Jacquier réédite Réglez-lui son compte ! dans la collection policière « La Loupe », mais sous la signature de Kill Him. Les deux épisodes forment alors deux volumes, intitulés Réglez-lui son compte ! et Une tonne de cadavres. Un chapitre XI (« Bien chaud, bien parisien… ») est ajouté à la fin d’Une tonne de cadavres. Il ne sera réédité qu'en 2019.
L’année 1953 voit le triomphe d'Eddie Constantine dans La Môme vert-de-gris, film de Bernard Borderie, d'après Peter Cheyney. Pour San-Antonio c'est à divers titres une année importante. Tout d'abord, de Caro a réussi à convaincre Frédéric Dard d’augmenter son rythme de production : quatre volumes paraissent dans l’année. Ensuite, en juin, dans Des clientes pour la morgue (no 7), Bérurier fait son apparition. Enfin, comme si ce personnage était destiné à porter chance à la série, « les premiers frémissements » d’un succès de librairie se font sentir à la sortie de ce même volume.
Le trait d’union dans le nom de l’auteur apparaît parfois et disparaît ensuite, avant de s’imposer en 1958, dans le no 29, Du poulet au menu.
À partir des années 1960, au fil des rééditions, le Fleuve Noir remet au goût du jour ses premiers San-Antonio. Les textes des années 1950 sont réaménagés de façon plus ou moins heureuse, avec des télévisions et des DS anachroniques. L’erreur la plus connue étant celle de J’ai bien l’honneur de vous buter (1955) : dans l’édition de 1971, page 79, figure une DS 19 façon carrosse de Cendrillon qui redevient, page 95, une Frégate.
En 1964 chaque volume frise les 200 000 exemplaires.
De 1964 à 2000 paraissent, hors collection, neuf romans de plus forte taille : L'Histoire de France vue par San-Antonio (1 800 000 exemplaires), Le Standinge selon Bérurier, etc. Ils mettent en scène le commissaire San-Antonio, mais sont axés sur un humour délirant, « hénaurme », et, à vrai dire, ayant Bérurier comme objet.
En 1970, au grand désespoir des aficionados de la première heure, les couvertures de Gourdon disparaissent (la dernière étant celle de Ma langue au Chah, no 73). Après quelques essais avec d’autres illustrateurs (Carlo Jacono, Carlo Bren), l’éditeur opte fin 1972 (T’es beau, tu sais, no 79) pour la photographie, qui fait plus « moderne ».
À partir de 1979, parallèlement à la série, Frédéric Dard signe du pseudonyme San-Antonio des romans où n’apparaît pas le commissaire du même nom.
Réglez-lui son compte, le roman fondateur de la série, n'est édité au Fleuve Noir qu’en 1981. Les deux épisodes sont à nouveau réunis en un seul volume. Le chapitre supplémentaire de la réédition 1952 de Jacquier, « Bien chaud, bien parisien... », n'y figure pas.
En 1981 chaque volume se vend à près de 600 000 exemplaires.
En 1991, à partir de Les cochons sont lâchés (no 148), la photographie de couverture est remplacée par une illustration.
Le dernier livre de la série, Céréales Killer, paraît en 2001, un an après la mort de Frédéric Dard. Il a été terminé par son fils Patrice Dard. La série comprend 175 volumes. Deux cents millions d’exemplaires de San-Antonio ont été vendus.
Patrice Dard reprend le flambeau en 2002 avec Corrida pour une vache folle, qui inaugure la série des Nouvelles Aventures de San-Antonio.
En 2003 apparaît un nouveau système de numérotation des volumes, qui respecte l’ordre chronologique. Les rééditions de l'époque (Fleuve Noir et Pocket) incluent un « Guide de lecture inédit élaboré par Raymond Milési » en appendice. Il comporte un précieux tableau de concordance entre les quatre systèmes de numérotation, ainsi qu’un guide thématique.
Entre 2010 et 2021 l'intégralité des 175 romans de la série paraissent dans la collection « Bouquins » de Robert Laffont, édités en vingt-et-un volumes.

## Évolution

### Réglez-lui son compte!(no1, 1949)
« Si un jour votre grand-mère vous demande le nom du type le plus malin de la Terre, dites-lui sans hésiter une paire de minutes que le gars en question s’appelle San-Antonio. »

La première phrase de la série donne parfaitement le ton, et situe le narrateur. Il s’adresse au lecteur sans détour, comme il le fera tout au long des 175 volumes. C’est un costaud, assez imbu de sa personne, très à l’aise : il parle, agit, cogne, tombe les filles sans la moindre gêne, comme le lecteur — prisonnier de son petit univers étouffant des années 1940 — aimerait pouvoir le faire. Le côté « dur à cuire » du personnage est très marqué dans ce livre. Il faudra attendre Messieurs les hommes (no 16, 1955) pour le retrouver si accentué.
Les deux premières pages fournissent d’autres précieuses indications, que la série ne démentira pas : San-Antonio n’aime guère l’Académie française, ni les « romans à la réglisse », il n’est pas un romantique mais il a un faible pour les « poupées bien tournées ».
La Môme vert-de-gris de Peter Cheyney est paru en France quatre ans plus tôt, J’aurai ta peau de Mickey Spillane deux ans plus tôt. S’inscrivant dans cette lignée anglo-saxonne de romans narrés par une brute à la langue bien pendue, Réglez-lui son compte a donc des allures de thriller venant piétiner le paisible jardin du polar traditionnel. Il emprunte à Cheyney l’action rapide, le langage coloré, la décontraction du héros, ses méthodes peu orthodoxes, son attirance pour les femmes, son ton décomplexé, sa fatuité, sa verve. Tous ces éléments répondent déjà présent dans ce premier livre, mais Frédéric Dard leur donne déjà une coloration personnelle. L’argot français est bel et bien là, quatre ans avant le Touchez pas au grisbi ! d’Albert Simonin. L’humour est déjà en pleine forme. Autre marque de fabrique, les métaphores se signalent déjà par leur originalité.
En fin de volume, on se trouve sans conteste dans un vrai San-Antonio, avec une verve étonnante. Tout paraît en place, dans ce premier livre, si ce n’est que l’univers sentimental du héros est bien dépeuplé. Manquent encore les personnages récurrents. C’est tout juste si Félicie pointe le bout de son nez, page 13 de l’édition Fleuve Noir.
On juge le plus souvent le livre sur cette version proposée en 1981 par Fleuve Noir. Il est difficile d'y détecter les apports tardifs, car on ne trouve pas couramment en fac-simile les tout premiers San-Antonio, comme cela se fait pour Les Aventures de Tintin, par exemple. Réglez-lui son compte ! a certes été réédité en fac-simile en 1992, mais à faible tirage et hors commerce.

### Années 1950
Les premiers volumes de la série nous renvoient aux années de guerre ou d’immédiat après-guerre. San-Antonio s’y livre le plus souvent à des activités de résistance, d’espionnage ou de contre-espionnage (militaire ou scientifique). S'il commence à oublier la guerre dans Mes hommages à la donzelle (no 4, 1952), il n’endosse résolument son rôle classique de policier qu’à partir du sixième volume, Des dragées sans baptême (1953).
L’époque où paraissent les premiers San-Antonio est une « époque bizarre où l’on interdit les films de Vadim aux gars de dix-huit ans, mais où on leur permet d’aller au casse-pipe ». Dans ces années encore marquées par la guerre et les privations, l’influence du polar et du film noir anglo-saxons est grande. On trouve donc dans les premiers San-Antonio beaucoup d’action, de pulpeuses créatures, des enquêtes cohérentes et des schémas d’intrigue plutôt classiques, empruntés à Cheyney.
Mais l’humour (Mes hommages à la donzelle), la vivacité, l'entrain, la désinvolture (les 56 premières pages de Passez-moi la Joconde, no 9, 1954) font sortir les San-Antonio du lot des polars, et attirent des lecteurs non familiers du genre. Les personnages récurrents apparaissent, notamment Bérurier en 1953 dans Des clientes pour la morgue (no 7) et Pinaud en 1954 dans Deuil express (no 13). Ces deux acolytes affirment peu à peu leur personnalité. S’il se plaît à les dénigrer et à les rudoyer cruellement, le commissaire ne cache pas sa tendresse, dans les moments dramatiques, pour « la gonfle » et « le débris ». Il gagne ainsi en humanité.
En 1954 (Passez-moi la Joconde, no 9, et Bas les pattes ! no 12), une nouvelle plaisanterie apparaît. Elle va devenir récurrente, et connaître beaucoup de succès. Il s'agit d'un Kâmasûtra très personnel, feu d’artifice de plus d’un millier de positions amoureuses aux dénominations saugrenues comme « le tire-bouchon moldave », « la pompe à vélo investigatrice », « le hanneton téméraire », « la charge du duc d’Aumale contre la smala d’Abd el-Kader en 1843 », etc. (voir plus bas : Kâmasûtra san-antonien).

### Années 1960
Béru impose sa masse considérable. Il gagne définitivement ses galons de superstar dans les hors-série : L’Histoire de France vue par San-Antonio (1964) et Le Standinge selon Bérurier (1965).

### Années 1970
Dans les années de libération sexuelle, la gaudriole et le graveleux peuvent s'en donner à cœur joie à travers les exploits du monstrueux couple Bérurier. Ainsi, dans le hors-série Si Queue d'Âne m'était conté (1976), entièrement raconté par Bérurier.

### Années 1980
L'esprit de l'œuvre a changé depuis les années 1950. La farce a pris le dessus et, de plus en plus, l’auteur tient à marquer sa distance avec ce qu’il raconte. La dérision s’exerce aux dépens de l’intrigue policière. Descriptions, portraits, commentaires, énumérations remplacent l’enquête, et figent une action à laquelle le regard ironique de l’auteur a de toutes façons retiré toute crédibilité. Le travail sur la langue explore les mots plus qu’il ne cherche « à véhiculer une explication ou un renseignement ». Les trouvailles verbales « dissolvent le réel et contredisent les sentiments sur le point de s’affirmer ». L’action « se dissout dans le langage ». La verve rabelaisienne a englouti l’histoire. Tout repose désormais sur le délire.

### Années 1990
La tendance outrancière et grivoise s’est imposée. Frédéric Dard, « le Zola de la fellation », a pris définitivement le parti « de l’érotisme sale et du sexe fétide », du burlesque, de la vulgarité, de la stupidité. On sait que, parallèlement aux San-Antonio, Frédéric Dard a publié sous son véritable nom des livres « sérieux », dont la critique se plaît à vanter les mérites évidents, mais dont beaucoup n’ont bénéficié que d’un succès d’estime. Au contraire, le succès constant des San-Antonio en témoigne : au long d’un demi-siècle d’écriture, leur auteur a su s’accorder à l’univers social et culturel d’un lectorat en constante mutation. Mais cet homme si créatif n’a plus la maîtrise de sa créativité. Il est maintenant prisonnier des attentes de ses innombrables lecteurs ; ainsi, pour Jean Tulard, « le monstre de Frankenstein a mangé son créateur et celui-ci l’abandonne à sa désopilante logorrhée ».

### Années 2000
- Voir Céréales killer (2001).

## Personnages récurrents

### Antoine San-Antonio
Le commissaire a plusieurs casquettes : commissaire donc, mais aussi agent secret, directeur de la police, romancier (San-Antonio écrit les romans dont il est lui-même le héros). On apprend très peu de choses sur lui en lisant ses aventures. Prénommé Antoine, du signe Cancer ascendant Sagittaire, il a suivi ses études secondaires au lycée de Saint-Germain-en-Laye. Anticonformiste doublé d'un bourgeois aux goûts de luxe affichés (toujours bien habillé et amateur de belles voitures dont il cite les marques), mais sans goût prononcé pour l'argent facile. Il a au contraire une grande honnêteté, de la probité, et refuse de profiter personnellement des situations. Il réside à certaines époques au 103 rue de l'Église, à Neuilly-sur-Seine, adresse fictive (cette rue se terminant au numéro 30), et que l'on découvre dans le roman Des clientes pour la morgue (no 7, juin 1953). À d'autres époques, il vit dans le pavillon de sa mère, à Saint-Cloud.
Physiquement, on ne sait pratiquement rien de lui sauf qu'il est brun et qu'il pèse 90 kilos. Tous les autres détails manquent, varient ou se contredisent au gré des aventures. Certaines couvertures des romans lui donnent un visage d'homme racé et fort. Il est incarné à l'écran par Gérard Barray, Philippe Gasté et par Gérard Lanvin.

### Félicie
Elle fait une furtive apparition, dès Réglez-lui son compte (no 1, 1949). C'est la mère de San-Antonio, qu'il adore. Vieille dame douce et attentionnée, veuve depuis l'âge de 32 ans, Félicie est toujours là quand il rentre dans leur pavillon de Saint-Cloud. Elle lui prépare des petits plats (San-Antonio adore les cornichons dans la blanquette) et s'occupe d'Antoine, dit Toinet, leur fils adoptif, dont le père naturel, Wladimir Kelloustik, a été tué avec sa femme lors d'un règlement de comptes entre truands. Félicie est un personnage composite, largement inspiré de Joséphine et de Claudia, dite « Bonne maman », respectivement mère et grand-mère paternelle de Frédéric Dard.
Elle est incarnée au cinéma en 2004 par Marie-Thérèse Arène.

### Antoine (Toinet)
Le fils adoptif de San-Antonio, qui le découvre bébé dans Moi, vous me connaissez ? (no 76, 1971). Il est le fils naturel d'un truand, Wladimir Kelloustik. Le père et la mère de Toinet (son prénom est vraiment Antoine) meurent au cours de cette enquête. San-Antonio le ramène à Saint-Cloud. On peut penser que c'est Félicie qui l'a adopté. Au fil du temps il suit les traces de son père et développe aussi des talents de fin limier et de séducteur.
Il est incarné au cinéma en 2004 par Jérémie Renier.

### Berthe Bérurier
L'épouse de Bérurier, Berthe (initiales : B.B.), est aussi un personnage important. Elle affiche plus de 100 kilos sur la balance. Berthe ne cache pas son appétit pour la bonne chère et la bonne chair, à l'instar de son mari. Elle a toujours eu un faible pour San-Antonio. Parfois, c'est elle qui mène l'enquête.
Son nom de jeune fille est Berthe Zifolard ou Berthe Poilfout. Son appétence sexuelle n'a d'égale que celle de son mari. Dans Béru-Béru (1970), elle goûte même les plaisirs de la chair avec un gorille.
Elle est incarnée au cinéma en 2004 par Michèle Bernier.

### César Pinaud
César Pinaud apparaît en 1954, dans Deuil express (no 13). C'est un inspecteur chétif, radoteur et sénile (malgré ses 56 ans), qui résout néanmoins certaines énigmes en dépit de (ou grâce à) son allure de « débris ambulant ». Ses capacités de déduction s'avèrent particulièrement utiles à San-Antonio dans Béru-Béru. Son nom serait inspiré de celui du libraire-soldeur chez qui Armand de Caro aurait déniché Réglez-lui son compte !.
Par la suite, César Pinaud fait fortune en permettant à un fabricant d'après-rasage de tripler ses ventes grâce à une idée simple. Il continue néanmoins à travailler dans la police, mais en ayant un train de vie fastueux : Rolls avec chauffeur pour aller au boulot, escort girls à gogo…
Sa femme s'appelle Geneviève ou Marthe, selon les livres. Elle est toujours malade.
Il est incarné au cinéma en 2004 par Luis Rego.
Pinaud est affublé de nombreux surnoms :
- l'Amère Loque
- l'Ancêtre
- l'Ancien
- la Baderne
- Baderne-Baderne
- le Bêlant
- la Bourrique
- le Branlant
- la Bredouille
- la Breloque
- la Brindille
- le Chétif
- le Cloporte
- le père La Coquille
- le vieux Crabe
- le Cradingue
- le Débris
- le Décadent
- le Déclaveté
- le Déglingué
- le Déjeté
- le Détritus
- le Dévissé
- le Disloqué
- l'Épave
- le Flegmatique
- le Fluet
- le Fossile
- la Gatoche
- le Gisant
- Gras d'Os
- la Guenille
- l'Homme Fossile
- l'Impondérable
- le père Laconique
- la Limace
- la Loque
- Mathusalem
- la Momie
- la Navrance
- le Nénuphar fané
- Pépère
- Pinaucul
- la Pine
- Pinoche
- Pinuche
- Pinuchet
- le Plaintif
- le Préhistorique
- la Relique
- le père Sac-d'Os
- le Sage
- le Sinistré
- le Vénérable
- le Vestige
- la Vieillasse
- le Vioque

### Mathias
Mathias, dit aussi « la torche », « le rouillé », « le rouquemoute », « le brasero », etc., du fait de sa flamboyante chevelure rousse (« son incendie de forêt portatif »), est fonctionnaire de police, directeur des services techniques de la police et spécialiste des investigations scientifiques. Il est dans un premier temps un ami respectueux de San-Antonio. Puis sa jalousie le conduit à se brouiller avec le commissaire pendant plusieurs aventures. Enfin, il se réconcilie avec lui. Marié à Angélique, une mégère bigote et aussi acariâtre que squelettique, il est père d'une vingtaine d'enfants légitimes.
Il est incarné au cinéma en 2004 par Jean-Roger Milo.

### Marie-Marie
Elle apparaît pour la première fois dans Viva Bertaga ! (no 69, 1968), le livre dont Berthe est l'héroïne. Nièce orpheline de Bérurier (du côté de sa femme), elle participe parfois aux enquêtes de son oncle et tuteur. Elle parle avec autant de verdeur que ses aînés, notamment en télescopant les mots et en escamotant les consonnes finales et les voyelles (« V'là! V'là! Qui c'est qui m'appelle? Ah! c'est toi, m'n'onc! […] Ben, mes vaches, v's'en n'avez mis du temps pour venir me récupérer. 'Reusement qu'à z'eu des braves gens, 'trement je passais la nuit en forêt! » [Béru-Béru, II, 8]). Elle appelle d'ailleurs généralement San-Antonio « Santonio ».
Orpheline au visage plein de taches de rousseur et aux cheveux tressés (San-A la surnomme « Miss Tresses »), elle ne cache pas son amour pour le commissaire, et ce dès sa plus tendre enfance.
Au début de Un éléphant ça trompe Marie-Marie vit chez le cousin Evariste, son « subrogé-tuteur », et Bérurier explique que « la gosse » raconte partout que San Antonio est son fiancé (p. 11 de l'édition de 1975).
Finalement, le commissaire et Marie-Marie deviennent amants (Ma Cavale au Canada, no 140, 1989), puis époux dans les tout derniers romans (la décision est prise dans Papa, achète-moi une pute ! no 139, 1989), et ils auront une petite fille (Antoinette). Son surnom est très souvent « la Musaraigne » ou « ma poule », surnom qui la met en fureur.

### Achille
Directeur de la Police française, c'est le chef de services qu'on imagine secret, sans plus de précision. Bien qu'Achille soit présent dans la série pendant plus de 45 ans (de 1949 à 1995), l'auteur n'a jamais approfondi la description du personnage, le laissant perpétuellement dans l'ombre. Il apparaît physiquement dans Mes hommages à la donzelle (no 4, 1952). Archétype du responsable sévère, la plupart du temps juste, « chauve comme un flan à la vanille », flegmatique, racé, « classieux », voire élégant, mais vaniteux aux dires même du commissaire San-Antonio. Il ne connaît et n'aime qu'une unique voiture : la Rolls-Royce, mais ne sait pas conduire, n'a jamais souhaité apprendre, et se fait conduire par son valet et chauffeur anglais (embauché dès la fin de la guerre, au moment de l'achat de la voiture) pour ses moindres déplacements. Surnommé « le Vieux », « le Dabe », « le Dabuche », « le Vioque », « Pépère »… il aime San-Antonio au point de le considérer de temps à autre (et très souvent pour l'amadouer, quand San-Antonio se rebelle) comme son fils spirituel. Il le nomme même très souvent « mon fils ».
Son seul vrai défaut : s'attribuer face au ministre et au Président les succès de San-Antonio, au mépris de celui-ci et sans le moindre scrupule, ce qui irrite profondément le commissaire. À tel point que celui-ci lui présentera deux fois sa démission, dans la série.
Sa marotte : il nomme toutes ses maîtresses « Mademoiselle Zouzou ». Sa boisson préférée est le bloody mary, boisson d'hypocrite selon San-Antonio, qui en consomme néanmoins dans certains opus, avec beaucoup de vodka.
Toujours surnommé par son prénom (ou l’un des nombreux surnoms), son nom de famille est toujours un mystère. Toutefois, il a été divulgué une seule fois dans le hors-série « Les vacances de Bérurier » : Achille Hachille.
Il est incarné au cinéma en 2004 par Michel Galabru.

### Jérémie Blanc
Inspecteur de police, l'un des principaux auxiliaires de San-Antonio. Devenu policier grâce à l'appui du commissaire, Jérémie Blanc est un ancien employé de la voirie de la ville de Paris. D'origine africaine, Sénégalais, il est décrit comme grand et athlétique, à la peau très sombre. Il est brillant, vif d'esprit et cultivé. Première apparition dans La Fête des paires (no 128, 1986). Bien qu'éperdument amoureux de sa femme Ramadé, il n'hésite pas à faire de petits écarts de conduite, au fil des enquêtes menées avec San-Antonio.
Il est incarné au cinéma en 2004 par Eriq Ebouaney.

### Alfred
Coiffeur, amant de Berthe Bérurier et ami d'Alexandre Benoît Bérurier. Il est d'origine italienne. Il intervient régulièrement dans la série.

### Hector
Cousin détesté de San-Antonio, que celui-ci ne supporte que pour faire plaisir à Félicie. Archétype du fonctionnaire aigri. Il décide néanmoins un jour, en raison de soucis avec son supérieur, de démissionner et de monter une agence de détectives privés avec Pinaud, la « Pinaudère Agency Limited » (Fleur de nave vinaigrette, no 48, 1962).

### Monsieur Félix
Félix Legorgeon, professeur et misanthrope de son état, mis à la retraite anticipée à quelques mois de la retraite (il ne pouvait se retenir d'exhiber en classe un sexe dépassant en longueur celui déjà phénoménal de Bérurier). Il apparaît de façon plus épisodique que les autres personnages, mais il lui arrive souvent de jouer un rôle actif dans ces histoires.

## Personnages éphémères

### «Poupées bien tournées»
Le commissaire est un abominable macho qui ne s’attache guère. D'ailleurs, si la description physique des « souris » est pleine de superlatifs, l’approche psychologique reste sommaire. San-Antonio séduit, « se l’embourbe » et passe à la suivante. Certaines femmes cependant retiennent l’attention, et certaines même marquent la série de leur empreinte : elles peuvent avoir une personnalité affirmée, un charme particulier, un petit quelque chose qui les fait sortir du lot...
- Rachel Dietrich (Descendez-le à la prochaine, n° 8, 1953), auto-stoppeuse. Une « gentille petite greluse », une « frisée » avec des yeux d’azur. Après lui avoir prouvé qu’il n’est pas « un empêché du calcif », San-Antonio rompt d’une façon expéditive, puisqu’il la jette par la fenêtre[44].
- Sofia (Messieurs les hommes, n° 16, 1955), barmaid dans une boîte de nuit ouverte le jour. Elle a la particularité d’être la nièce du répugnant truand Paul le Pourri, mais fort heureusement ne présente aucune ressemblance physique avec lui. Elle agrée les hommages de San-Antonio (qui se fait passer pour un truand) dans la pièce où Paul dort d’un seul œil. Lequel Paul la considère avec un certain dédain : « Voyez-moi cette putain. Se laver les dents ! Elle a la folie des grandeurs, ma parole. Sa pauvre mère se lavait même pas le dargeot et elle vient crâner[45] ! »
- Anne-Marie (À tue... et à toi, n° 20, 1956), infirmière. Selon Félicie, elle est « courageuse, active, sérieuse, intelligente ». San-Antonio est « bonnard pour la bagouze au doigt ». C’est la première fois qu’il envisage de se marier. Il est « doucement amené au seuil d’une vie nouvelle ». Ensemble, ils admirent des crépuscules. Ensemble, ils font la vaisselle. Et San-Antonio pleure à la dernière page.

### Personnages (très) secondaires
Fifi les Belles Noix (Messieurs les hommes, 1955), Paul le Pourri (Messieurs les hommes, 1955), Solfado Rémi (Ne mangez pas la consigne, 1961), Chon Paulo (Ménage tes méninges, 1962), Van Thardyse (cycliste néerlandais), (Vas-y Béru !, 1965), Tony Buis, commissaire de Cannes (Y'a de l'action, 1967), Hommeil Jess (Béru contre San-Antonio, 1967), Chizan Anar, leader révolutionnaire (L'Archipel des Malotrus, 1967), Tassiépa Sanchez, majordome de Don Enhespez (Viva Bertaga !, 1968), Truhan Tony (Un éléphant ça trompe, 1968), Mac Heckett (superintendant au Yard) (Ça mange pas de pain, 1970), Van Tozansher (La Sexualité, 1971), Zonthal Horry (N'en jetez plus !, 1971), Hichinel Paul (Les Con, 1973), Téquïst Eggkarte, Taströf Erika (Les Prédictions de Nostrabérus, 1974), Andri Alex (Tarte à la crème story, 1980), Didon Méoutuva (Pleins feux sur le tutu, 1984), Bambois Jean (Pleins feux sur le tutu, 1984), Naut Hugues (La Fête des paires, 1986), Dankor Alban (Le Silence des homards, 1992).

## Lieux imaginaires

### Pays
- l’Alabanie, (Le Coup du père François, 1963)
- la Bochie[46], (Le Loup habillé en grand-mère, 1962)
- le Boukamba, (Champagne pour tout le monde!, 1981)
- Cuho (Île), (Ménage tes méninges, 1962)
- le Kelsaltan, (Bérurier au sérail, 1964)
- le Gratémoila (Si Queue-d'Âne m'était conté, hors série, 1976)
- le Jtempal, (Béru et ces dames, hors série, 1967)
- le Kuwa, pays d'Afrique équatoriale ayant subi la férule du général président-dictateur Savakoussikoussa et dont deux des principaux fleuves sont le Grosso-Modo et le Parsi-Parla (Béru-Béru, 1970)
- le Razdmoul, (Mon culte sur la commode, 1979),
- le Rondubraz, pays sud-américain (Viva Bertaga ! 1968)
- le San Bravo, (Viens avec ton cierge, 1978)
- le Tathmaziz, (Appelez-moi chérie, 1972)
- la Pleurésie[47], (J'suis comme ça, 1960)

### Villes
- Bradévostock, ville d'URSS (En avant la moujik, 1969)
- Bellecombe-sur-Moulx, sous-préfecture de la Seine-et-Eure (Votez Bérurier, 1964)
- Caducet-sur-Parebrise, commune du Cher-et-Tendre (Bravo, docteur Béru, 1968)
- Chou Far Ci, commune de Chine (Tango chinetoque, 1965)
- Courmois-sur-Lerable (Du brut pour les brutes, 1960)
- Embourbe-le-Petit, village des Yvelines (Un éléphant ça trompe, 1968)
- Graduronz, capitale du Rondubraz (Viva Bertaga !, 1968)
- Kikadissa, capitale du Kuwa, et son quartier marchand Karo-de-la-case (Béru-Béru, 1970)
- Kolombé-les-Deux-Cases, refuge de l'ex-président Savakoussikoussa au Kuwa, (Béru-Béru, 1970)
- Ladanlbaba, ville du San Bravo, (Viens avec ton cierge, 1978)
- Le Corona, capitale de l'île de Cuho (Ménage tes méninges, 1962)
- Mékouyenbar, ville du Tathmaziz (Appelez-moi chérie, 1972).
- Mybackside-Ischicken, ville d'Écosse (San-Antonio chez les Mac, 1961)
- Obsénité-Atouva, capitale des Malotrus (L'Archipel des Malotrus, 1967)
- Ratpalamarch’, ville du Finistère (Au bal des rombières, 1990)
- Saint-Franc-la-Père, commune de la Région Parisienne (Moi, vous me connaissez ?, 1971)
- Saint-Turdoré, commune d'Indre-et-Loire (Bravo, docteur Béru, 1968)
- Vazymou-le-Grand, commune des Yvelines (Fais pas dans le porno, 1986)
- Verredekirsch, ville autrichienne (Baisse la pression, tu me les gonfles!, 1988)

## Kâmasûtra san-antonien
Voici une liste non exhaustive de positions amoureuses recensées dans les différentes œuvres de San-Antonio :
- Ali Babasse et les quarante violeurs
- L'amortisseur télescopique
- L'anneau de sa turne
- L'Aspirant habite Javel *
- L'attaque de Fort Apache
- Avance Hercule
- Le babouin glouton
- Le bain du canari
- La balançoire Cubaine
- La balayeuse municipale
- Le binocle du percepteur
- La bougie démoniaque
- La bouillabaisse hongroise
- Le bouquet de violettes
- Le boy-scout farceur
- La brouette thaïlandaise
- Le caméléon taquin
- La charge des lanciers manchots
- La chenille en folie
- Le chien des baskets de ville
- Le chinois vert
- Le clapier en folie
- La clarinette baveuse
- Comme le temps pax
- Le placard vaudois
- Le coup du grand vizir
- Crache-pas-les-pépins
- Le dé à coudre polisson
- Les derniers jours du Con d'or
- La douane en folie
- L'écrevisse bulgare
- L'enfourchement tartare
- Et des like this?*
- L'étroit lancier du Bengal *
- L’éventail indonésien
- Le frisson papou
- La fuite en Égypte
- La fumée ne me dérange pas
- La grande roue viennoise
- Le grand-duc à moustaches
- Le grelot indonésien
- La guitare hawaïenne
- Le hareng saur qui rentre
- Le homard fantôme
- L'hôtel du poux nerveux
- L'immatriculation rhodanienne
- L'impasse tragique
- L'lâche censeur pourlèche à faux *
- La langue persillée hongroise
- Le lave-glace à pédale
- Le lustre à pendeloques
- La marche arrière capricieuse
- Le meunier, son fils et l’âne
- La modulation de fréquence
- La mousse de pied de veau
- Nautilus-ne-répond-plus
- Le nénuphar hindou
- L’ouvre-boîte à manivelle
- Les pages roses de la rousse
- La paire du père au pair *
- Le papillon soudanais
- Le paquet de pieds paquets
- Le parapluie retroussé
- Le pas de vis à l’envers
- La passe de muleta cochonne
- Le petit train à vapeur
- La petite Tonkinoise chez le gouverneur
- La pieuvre en folie
- Pile ou fesse
- Le pipe-line enchanté
- Le pivert en folie
- Le poinçonneur des Lilas
- Les poires au sirop *
- Le postulat d’Euclide
- Poussez plus c'est complet
- Le presse-purée bulgare
- La rose des ventres
- Le sac de noix rotatif
- La salade aux truffes
- La savonnette bondissante
- Le sifflet magique
- Si tu le trouves trop chaud, souffle dessus * (« la figure la plus périlleuse de mon numéro »)
- Les six rois dans la sirène
- La souricière astringente
- La tabatière à ressort
- Tintin dans le milou
- Le tiroir secret
- Le tohu-bohu slovène
- Tombouctou *
- La torpille nippone
- La toupie à toupet
- Le tourbillon cosaque
- Le triangle des Bermudas
- Typhon sur la Jamaïque
- Le vaporisateur à moustaches
- Le vélocipède smyrniote
- Le velouté chinois
- Le vilebrequin automatique
- La visite au cyclope
- Y a ton lacet qui se délasse

## Adaptations enbande dessinée
- De septembre 1963 à mars 1975, Robert Mallat (adaptation texte) et Henry Blanc (dessin) proposent dans le quotidien France-Soir les aventures du commissaire San-Antonio, sous la forme de 3 588 comic strips où le texte est placé sous les dessins. Robert Mallat parvient à restituer la saveur argotique des romans, et le dessin souple et nerveux d'Henry Blanc donne beaucoup d’élégance à la version[48].
- Patrice Dard (adaptation texte), studio Henri Desclez (dessin), Les Aventures du commissaire San-Antonio, Fleuve Noir. Textes et dessins de cette série sont jugés décevants. Sept albums ont paru :
  - Olé San-Antonio, 1972 ;
  - San-Antonio en Écosse, 1972 ;
  - San-Antonio fait un tour, 1973 ;
  - San-Antonio chez les Grecs, 1973 ;
  - Marie-Marie en Tyrannie, 1974 ;
  - L'Histoire de France de Marie-Marie, 1974 ;
  - San-Antonio Crusoë, 1975.
- Robert Mallat, Henry Blanc, San-Antonio, coll. « Les Chefs-d’œuvre de la B.D. humoristique », Vents d'Ouest, 1995. Compilation de deux épisodes parus en comic strips dans France Soir, en 1969 et 1970 : L’Affaire Fouassa et L’Affaire Bunks. Certaines pages sont mises en couleurs par Véronique Grisseaux[48].
- Le 21 mars 2018, Casterman publie San-Antonio chez les gones d'après l'œuvre de Frédéric Dard. Au scénario et au dessin, on retrouve Michaël Sanlaville qui a notamment travaillé sur la série Lastman avec Bastien Vivès et Balak[49]. Un deuxième tome, adaptation de Si ma tante en avait, est publié en juin 2020[50],[51].

## Adaptations cinématographiques
Plusieurs films s'inspirent de la série :
- Commissaire San-Antonio ou Sale temps pour les mouches de Guy Lefranc, sorti en 1966. Adapté de Messieurs les hommes (n° 16, 1955). Avec Gérard Barray (San-Antonio), Jean Richard (Béru), Paul Préboist (Pinaud).
- Béru et ces dames de Guy Lefranc, sorti en 1968. Avec Gérard Barray (San-Antonio), Jean Richard (Béru), Paul Préboist (Pinaud).
- San-Antonio ne pense qu'à ça de Joël Séria, sorti en 1981. Avec Philippe Gasté (San-Antonio), Pierre Doris (Béru), Hubert Deschamps (Pinaud).
- San-Antonio de Frédéric Auburtin, sorti en 2004. Avec Gérard Lanvin (San-Antonio), Gérard Depardieu (Béru), Luis Rego (Pinaud).

## Adaptations théâtrales
- San-Antonio entre en scène, créée au Grand Théâtre d’Edgar le 18 septembre 1990, avec Alain Chevallier dans une mise en scène de Bernard Haller[52] sans le prétexte habituel du récit policier. Diffusé en janvier 1992 sur La Cinq.

## Adaptation audio
- Les Anges se font plumer, lu par Claude Lesko, éditions Thélème, 2011.
- Entre la vie et la morgue, lu par Claude Lesko, éditions Thélème, 2011.
- N'en jetez plus ! lu par Julien Allouf, éditions Thélème, 2011.
- Ménage tes méninges, lu par Julien Allouf, éditions Thélème, 2011.
- Béru contre San-Antonio, lu par Julien Allouf, éditions Thélème, 2011.
- Circulez ! y'a rien à voir, lu par Julien Allouf, éditions Thélème, 2011.
- La vérité en salade, lu par Julien Allouf, éditions Thélème, 2012.
- J'ai bien l'honneur de vous buter, lu par Julien Allouf,éditions Thélème, 2012.
- Réglez-lui son compte !, lu par Julien Allouf, éditions Thélème, 2012.
- T'es beau, tu sais, lu par Julien Allouf, éditions Thélème, 2012.
- La fin des haricots, lu par Julien Allouf, éditions Thélème, 2012.
- En peignant la girafe, lu par Julien Allouf, éditions Thélème, 2012.

## Héritage
Bérurier Noir (appelé les Bérus par ses fans), groupe punk des années 1980, doit son nom à l'inspecteur Bérurier. Et son album live Viva Bertaga reprend le titre du 69e roman de la série : Viva Bertaga !
Le groupe de rock lyonnais Deuil Express (actif de 1975 à 1980), a pris ce nom en référence au titre d'un des romans de la série.